# 村岡実
村岡 実（むらおか みのる、1924年 - 2014年1月2日）は宮崎県出身の尺八奏者。
演歌やポピュラーを演奏し、現代邦楽やジャズとのセッションに取り組んだ同じ尺八奏者の山本邦山ともども、その活動は和楽器が世間に広く受け入れられる要因となった。1960年代後半より登場した「モダン尺八」を最初に導入した中心人物でもある。

## 人物・来歴
1962年に宮田耕八朗、横山勝也と共に東京尺八三重奏団を結成する。1963年に東京尺八三重奏団は2回目の演奏会を開催したが、これを聴いた邦楽関係者への影響は非常に大きく、演奏会主催の東京音楽社事務所や村岡実の自宅に集まって夜を徹した話し合いの末、三木稔の発案によって日本音楽集団結成の運びとなった。
しかし、村岡はポピュラー音楽の路線を想定していたため、日本音楽集団との方針の違いから1965年の第2回演奏会を前に日本音楽集団を退団し、東京尺八三重奏団も解散となる。
美空ひばりの「柔」の演奏をしたことが縁となって、北島三郎や村田英雄の伴奏を務めるようになる。
1970年には、和太鼓、筝、琵琶を取り入れたジャズバンドとしてアルバム『Bamboo』を発表している。
2014年1月2日多臓器不全のため死去。

## ディスコグラフィ
Bamboo
村岡実、ニュー・ディメンション・グループ、ザ・ニュー・エモーションズ
1970年、キングレコード。2014年にSUPERFLY RECORDSからLP再盤。
A面
1. テイク・ファイブ
2. 最上川舟唄
3. 陰と陽
4. アンド・アイ・ラヴ・ハー

B面
1. 朝日のあたる家
2. サン・ホセへの道
3. ソウル・バンブー
4. コール・ミー
5. スカボロー・フェア